# Rachel (Einheit)
Rachel war ein österreichisches Flächenmaß. Es fand im Weinbau als Weinbergsmaß Anwendung.
- 1 Rachel = ¼ Joch = 0,25 Joch (österr.) = 14,3891 Ar
- 1 Rachel, groß = 600 Quadratklafter (österr.) = 0,375 Joch = 21,5841 Ar
- 1 Viertel = 2 Rachel = ¼ Weingarten = ½ Joch = 12 Pfund[1]
  - 1 Pfund = 66 2/3 Quadratklafter[1]

Rachel, Rahel, auch als Pfund bezeichnet, entsprach dem Achtel.
Karl Rumler bemängelt die Ungenauigkeit und Willkür bei der Bestimmung der Flächenmaße von Weingärten, weil man Weingartenfläche mit dem halb so wertigen Ackerland zu vergleichen versuchte.
Hinweis: Rachel war auch ein Holzmaß. Hierzu siehe Stang (Einheit).